# Vozokany, Topoľčany
Vozokany este o comună slovacă, aflată în districtul Topoľčany din regiunea Nitra. Localitatea se află la altitudinea de 239 m deasupra n.m., se întinde pe o suprafață de 9,12 km2 și în 2017 număra 347 de locuitori.

## Istoric
Localitatea Vozokany este atestată documentar din 1318.

## Demografie
| An:                | 1994 | 2004   | 2014   | 2024   |
| ------------------ | ---- | ------ | ------ | ------ |
| Număr de persoane: | 300  | 316    | 335    | 333    |
| Diferență:         |      | +5,33% | +6,01% | −0,59% |

| An:                | 2023 | 2024   |
| ------------------ | ---- | ------ |
| Număr de persoane: | 339  | 333    |
| Diferență:         |      | −1,76% |